# Spectacle aérien international de Québec
Le Spectacle aérien international de Québec est un festival aérien présenté les années paires à l'Aéroport international Jean-Lesage de la ville de Québec (Québec, Canada).
Il est présenté en alternance tous les deux ans avec le spectacle aérien de l'aéroport de Bagotville dans la région du Saguenay-Lac-Saint-Jean au Québec.  D'abord présenté les années impaires, l'édition 2005 fut déplacée en 2006 afin qu'une édition spéciale de l'événement puisse avoir lieu en 2008 pour le 400e anniversaire de Québec.
La première édition eut lieu en 1985. En 1999, le festival aérien de Québec prit son nom actuel de Spectacle aérien international de Québec et l'événement prit de l'envergure grâce à l'implication de la Fondation de l'homme d'affaires québécois Maurice Tanguay.
Le Spectacle aérien est un événement majeur pour la ville de Québec: il attire sur un week-end environ 100 000 visiteurs et provoque des retombées économiques évaluées à 10 millions de dollars canadiens annuellement.

## Édition 1989
L'édition 1989 fut marquée, entre autres, par la participation de l'Antonov An-225 escorté de deux F-18 avec un vol de démonstration de 45 minutes le 18 août avant de se poser sur la piste de l'aéroport Jean-Lesage, deux mois après avoir participé au salon du Bourget. 

## Édition 2006
L'édition 2006 du spectacle a lieu les 10 et 11 juin 2006.  L'une des deux principales attractions sont la vingtaine de spectacles et démonstrations aériennes : spectacle de parachutisme, spectacle de pilotage acrobatique solo, spectacle de patrouilles acrobatiques tels les Blue Angels de la US Navy ou les Snowbirds du Commandement aérien des Forces armées canadiennes.
La seconde est la visite, sur les terrains, d'une trentaine de types d'appareils, tant des avions militaires comme les CF-18 Hornet, les F-16 Fighting Falcon, les hélicoptères Sea King, un Boeing B-52 Stratofortress; des avions civils comme l'avion citerne Bombardier CL-415 ou le jet d'affaires Bombardier Challenger, ou encore des avions historiques comme les chasseurs Nieuport 17 de la Première Guerre mondiale ou le P-51D Mustang de la Seconde Guerre mondiale.
Malheureusement, les pluies diluviennes de la fin de semaine consacrée à l'événement forcent l'annulation de plusieurs spectacles et réduisent la fréquentation du site à environ 45 000 personnes, résultant en un manque à gagner évalué entre 300 000 et 400 000 dollars canadiens, qui consomment en entier les surplus accumulés antérieurs et remettent en question la pérennité de l'événement . La ministre du tourisme du Québec, Françoise Gauthier, s'est refusée à considérer une aide au festival, considérant qu'il s'agissait d'un événement familial et non d'un événement touristique.

## Édition 2008
L'édition 2008 du spectacle a lieu les 13, 14 et 15 juin 2008.  Il s'agit d'une édition spéciale du festival participant aux célébrations du 400e anniversaire de Québec. L'objectif annoncé était de réunir des représentants des nations ayant marqué l'histoire de la ville: les Red Arrows de la Royal Air Force (Grande-Bretagne), les Snowbirds de la Force aérienne du Canada, les Blue Angels de la US Navy et les Thunderbirds de l'US Air Force (États-Unis) ainsi que la Patrouille de France.  Si le secrétaire à la Défense des États-Unis a donné une dérogation spéciale permettant aux deux équipes acrobatiques américaines d'être présentes en même temps au même événement aérien, la Patrouille de France a fait défection à quelques mois des événements.

## Édition 2010
L'édition du spectacle a eu lieu les 11, 12 et 13 juin 2010.

## Édition 2012
L'édition a été annulée.

### Sources
En plus du site web officiel, la source suivante fut utilisée dans la confection de cet article:
- Paul-Robert Raymond, Spectacle aérien de Québec, Journal Le Soleil de Québec, 6 juin 2006, Cahier Zoom, page 7.